# Lac Stuart
Le lac Stuart est un lac canadien située en Colombie-Britannique. D'une superficie de 358 km2, il mesure 66 × 10 km avec une profondeur moyenne de 26 m.